# هنری گلایتمن
هنری گلایتمن (انگلیسی: Henry Gleitman; ۴ ژانویهٔ ۱۹۲۵ – ۲ سپتامبر ۲۰۱۵) یک روان‌شناس، و استاد بازنشستهٔ دانشگاه پنسیلوانیا اهل ایالات متحده آمریکا بود.
او یک متخصص روان‌شناسی شناختی بود که بیشتر در زمینهٔ زبان و به‌ویژه رابطهٔ بین معناشناسی و نحو فعالیت و پژوهش داشت.
گلایتمن دکترای روان‌شناسی خود را از دانشگاه برکلی گرفت و بلافاصله به تدریس در کالج سوارثمور مشغول شد، تا آنکه در سال ۱۹۵۳ میلادی به هیئت علمی دانشگاه پنسیلوانیا پیوست.
وی همچنین مؤلف کتاب درسی «روان‌شناسی» است که نخستین بار در سال ۱۹۸۱ منتشر شد و اینک به چاپ هشتم رسیده و در بسیاری از کلاس‌هایی که درسِ «مقدمه‌ای بر روان‌شناسی» دارند، تدریس می‌شود.

## تحصیل و زندگی شخصی
گلیتمن هم مدرک کارشناسی و هم کارشناسی ارشد خود را در رشته روان‌شناسی به دست آورد. وی مدرک کارشناسی را از  کالج سیتی نیویورک، و کارشناسی ارشدش را از دانشگاه کالیفرنیا کسب نمود. هنری گلیتمن با روان‌شناس دیگری به نام لیلا آر گلیتمن، بعد از ازدواج زندگی مشترکی داشت. آن‌ها با هم کتابی را به نام «عبارت و پارا عبارت» انتشار دادند. این کتاب در سال ۱۹۷۰ منتشر شد. او پدر دو دختر بود. نام آن‌ها «الن لوچت» و «کلر گلیتمن» است. گلیتمن در لایپزیگ آلمان به دنیا آمد. او دکترای خود را در رشته روان‌شناسی از دانشگاه کالیفرنیا، برکلی دریافت کرد. سپس قبل از پیوستن به دانشکده پن در سال ۱۹۵۳ در کالج سوارثمور تدریس کرد.
گلیتمن یک روان‌شناس شناختی بود که به زبان علاقه داشت؛ به ویژه رابطه  معناشناسی و نحو، اما خود او معتقد بود که مردم او را بیشتر به‌عنوان یک روان‌شناس عمومی می‌شناسند.
به بیان خودش، علایق او به تحقیق، متوجه طیف گسترده‌ای از موضوعات مختلف روان‌شناسی بود. گلیتمن بیشتر به خاطر تألیف یک کتاب آموزش پایه در رشته روان‌شناسی شناخته شده‌است - این کتاب درسی کلاسیک
که برای اولین بار در سال ۱۹۸۱ منتشر شد و در بسیاری از کلاس‌های روان‌شناسی مورد استفاده قرار گرفته، اکنون به چاپ هشتم رسیده‌است.